# 골든 글러브 (권투)
골든 글러브(Golden Gloves)는 미국의 아마추어 권투 경기이다.